# Frances Murray
Frances Porter Murray (de soltera Stoddard) (Nueva York 1843 - Cardross, 1919) fue una sufragista criada en Escocia, defensora de la educación de la mujer, profesora de música escocesa y escritora.

## Biografía
Murray nació en Nueva York, Estados Unidos. en 1843, su padre Arthur Stoddard y su madre Frances Stoddard, eran abolicionistas activos.
En 1844 la familia emigró a Glasgow y en 1853, los Stoddard se mudaron a Elderslie, Renfrewshire, donde Arthur Stoddard pasó a establecer el fabricante de alfombras, Stoddard International. Murray fue educada principalmente en casa, aunque asistió a una escuela de finalización en Londres en 1861. Comenzó en campañas por los derechos de la mujer mientras visitaba a familiares en los Estados Unidos en 1867-8, donde ella y su hermana conocieron a Harriet Beecher Stowe.

En 1872, se casó con David Murray, un destacado abogado de Glasgow. Esto siguió a un largo período de cortejo, atribuido en gran parte al valor que ella atribuía a su propia independencia. En una carta a su madre en 1867, escribió:
“De hecho, aquí como en casa, encuentro que una mujer mejor no tiene opiniones demasiado decididas sobre cualquier tema, literario, histórico, social, reforma o política, si quiere ser la favorita de un hombre. Es difícil que el cerebro de una mujer, excepto para darse satisfacción, sea un obstáculo, no un activo. Bueno, querida mamá, prefiero tener el cerebro que vivir de cumplidos vacíos, el juguete de cualquier hombre "
La pareja se mudó a Cardross poco después y tuvo tres hijas: Sylvia Winthrop Murray (19 de agosto de 1875 -17 de enero de 1955); Eunice Guthrie Murray (21 de enero de 1878 - 26 de marzo de 1960) y Dorothy; y un hijo, Anthony Stoddard Murray (16 de marzo de 1880-23 de marzo de 1918).
Murray murió en Cardross el 3 de abril de 1919, pero había logrado votar en las elecciones del Reino Unido de 1918, la primera vez que las mujeres pudieron hacerlo.

## Trayectoria profesional
Murray expresó su deseo de acceder al empleo desde pequeña aunque se le impedía debido a su género. En sus propias palabras:
"En mis días de juventud, el objetivo de una madre era hacer que su hija fuera bonita y atractiva y lo suficientemente lograda como para permitirle casarse bien. Pocas otras carreras se presentaron ante las mujeres"
A pesar de esto, Murray logró dar conferencias públicas sobre música escocesa y organizar conciertos en su ciudad natal de Cardross. También escribió libros de distintos géneros incluidos de viajes y poesía.

### Campaña por la educación de la mujer
Frances y David Murray compartieron un interés en varios aspectos de los derechos de la mujer  y fueron partidarios de la Asociación de Glasgow para la Educación Superior de la Mujer. Murray asistió a muchas conferencias en la Universidad de Glasgow y también pronunció algunas sobre la canción y la tradición escocesas.

Escribió sobre cuánto habían mejorado los derechos de las mujeres en su vida en términos de educación:
"La época victoriana rompió esta esclavitud y ahora tenemos escuelas y colegios para niñas y mujeres".

### Participación política
Murray es citada en las memorias de su hija diciendo:
"Antes de morir, espero con ansias el cumplimiento de la igualdad entre los sexos".
Sus dos hijas y ella fueron miembro de la Women's Freedom League. En 1910, Murray asistió a una manifestación por el sufragio en Edimburgo donde encabezó una de las procesiones. También alentó a sus hijas a aprovechar las oportunidades que se le fueron negaron cuando ella era joven. En una carta a Eunice, escribió:
"Adelante, hija mía, tienes sangre de lucha en ambos lados".
Murray murió en Cardross el 3 de abril de 1919, pero había logrado votar en las elecciones del Reino Unido de 1918, la primera vez que las mujeres podían hacerlo.